# Aéroport Syamsudin Noor
Pour les articles homonymes, voir BDJ.
L'aéroport Syamsudin Noor (code IATA : BDJ • code OACI : WAOO) est l'aéroport de la ville de Banjarmasin en Indonésie. Il est situé à 10 kilomètres au sud-ouest de Banjarbaru, et 25 kilomètres au sud-ouest de Banjarmasin, la plus grande ville de Bornéo.
Il possède une piste de 2 500 m.
En 2013, l'aéroport recevait plus de 5 millions de passagers pour une capacité d’accueil de seulement 4 millions de personnes. Des crédits ont été engagés pour un élargissement initialement prévu pour fin 2014.

## Situation
| Banda Aceh Denpasar Pangkal · Pinang Tanjung · Pandan Djakarta-Soekarno-Hatta Bengkulu Solo Semarang Pangkalan · Bun Palangkaraya Sampit Palu Djakarta-Halim Perdanakusuma Samarinda Malang Surabaya Balikpapan Ende Kupang Komodo Gorontalo Jambi Bandar Lampung Ambon Tarakan Ternate Manado Gunung · Sitoli Medan Wamena Biak Merauke Timika Jayapura Pekanbaru Batam Tanjung · Pinang Bau-Bau Banjarmasin Makassar Palembang Bandung Pontianak Ketapang Bima Lombok Manokwari Sorong Padang Yogyakarta |

## Compagnies et destinations
Les compagnies desservant l'aéroport sont :
| Compagnies       | Destinations |
| ---------------- | --- |
| Batik Air        | Djakarta-S.-Hatta |
| Citilink         | Semarang-A. Yani, Surabaya-Juanda |
| Garuda Indonesia | Balikpapan-Sultan-A.-M.-Sulaiman, Djakarta-S.-Hatta Hajj: Djeddah - Roi-Abdelaziz                                                                                |
| Lion Air         | Balikpapan-Sultan-A.-M.-Sulaiman, Denpasar-Bali, Djakarta-S.-Hatta, Kertajati, Makassar-Sultan-Hasanuddin, Lombok, Semarang-A. Yani, Surabaya-Juanda, Yogyakarta |
| NAM Air          | Batu Licin (en), Kota Baru (en), Pontianak (Supadio), Samarinda, Sampit                                                                                          |
| TransNusa        | Balikpapan-Sultan-A.-M.-Sulaiman |
| Wings Air        | Balikpapan-Sultan-A.-M.-Sulaiman, Batu Licin (en), Kota Baru (en)                                                                                                |
| Xpress Air       | Banyuwangi, Yogyakarta |

Édité le 16/01/2020

## Hajj
Pour le pèlerinage à la Mecque, l'aéroport Syamsudin Noor propose aux pèlerins de la région un vol direct à Jeddah, avec une courte escale à Batam. Un terminal pour gérer ce flux a été spécialement construit.